# Physaria
Physaria es un género de fanerógamas perteneciente a la familia Brassicaceae. Comprende 124 especies descritas y de estas, solo 90 aceptadas.

## Taxonomía
El género fue descrito por  (Nutt. ex Torr. & A.Gray) A.Gray y publicado en Genera Florae Americae Boreali-Orientalis Illustrata 1: 162. 1849. La especie tipo es: Physaria didymocarpa

## Algunas especies
| - Physaria acutifolia - Physaria acutiloba - Physaria alpestris - Physaria alpina - Physaria argentea - Physaria australis - Physaria bellii - Physaria brassicoides - Physaria chambersii - Physaria condensata - Physaria cordiformis - Physaria didymocarpa - Physaria dornii - Physaria eburniflora - Physaria floribunda - Physaria geyeri - Physaria grahami - Physaria integrifolia - Physaria lanata - Physaria lepidota - Physaria macrantha - Physaria montana - Physaria newberryi - Physaria obcordata - Physaria oregona - Physaria osterhoutii - Physaria repanda - Physaria rollinsii - Physaria saximontana |